# Sosippus californicus
Sosippus californicus is een spin uit de familie wolfspinnen (Lycosidae). De wetenschappelijke naam van de soort werd voor het eerst geldig gepubliceerd in 1898 door Eugène Simon.
De spin komt zoals de soortnaam californicus al verraadt onder andere voor in de Amerikaanse staat Californië. Het is een van de grootste Sosippus-soorten. In tegenstelling tot veel wolfspinnen jaagt deze soort niet, maar maakt net als andere soorten in de onderfamilie Hippasinae een trechterweb.